# بازاریابی انتظار
بازاریابی انتظار (به انگلیسی: On hold messaging) سرویسی است که توسط کسب‌وکارها و سازمان‌ها در اندازه‌های مختلف برای ارائه اطلاعات به تماس‌گیرندگانی که در انتظار برقراری تماس هستند یا در حین انتقال آنها استفاده می‌شود. بازاریابی صوتی نیز نامیده می شود، پیام در انتظار یک حوزه تخصصی بازاریابی و برندسازی است. به دنبال نمایش شخصیت یک تجارت در رسانه صوتی است.

## مفهوم
مفهوم بازاریابی انتظار یک مفهوم بسیار ساده است، در واقع هر کجا که مشتری در حال انتظار کشیدن باشد و با تبلیغی مواجه می‌شود مسلما به آن توجه می‌کند و در معرض بازاریابی انتظار آن تبلیغات قرار می گیرد. البته به شرطی که بازاریابان از فرصت استفاده کرده باشند و با هدف قبلی از زمان انتظار مشتری در جهت تبلیغات خود استفاده کنند، به این روش بازاریابی انتظار یا wait marketing  می گویند.
مثل: انتظار در مطب دکتر، ایستگاه قطار، اتوبوس و بیلبوردهای تبلیغاتی یا صف انتظار در فست فودها و حتی نانوایی و ...
مهم ترین نکته در بازاریابی انتظار تناسب مکان تبلیغات با نوع تبلیغ است. باید مکان مورد نظر شما متناسب با تبلیغات باشد.
نکته بعدی متناسب بودن تبلیغ از نظر روانشناسی است.شخصی که از مترو استفاده می کند به تبلیغات یک جنس لوکس و گران قیمت عکس العمل نشان نمی دهد، زیرا کسانی که از مترو استفاده می کنند در حال صرفه جویی هستند، پس به یک تبلیغ لوکس و تجملاتی گران قیمت عکس العمل نشان نمی دهند.

## منبع
مشارکت‌کنندگان ویکی‌پدیا. «On hold messaging». در دانشنامهٔ ویکی‌پدیای انگلیسی، بازبینی‌شده در ۱۱ نوامبر ۲۰۲۱.